# مقاطعة ماديسون (نبراسكا)
مقاطعة ماديسون (بالإنجليزية: Madison County)‏ هي إحدى مقاطعات ولاية نبراسكا في الولايات المتحدة الأمريكية.